# Diego Flores (ajedrecista)
Diego Flores (Las Palmas de Gran Canaria, 1982) es un Gran Maestro Internacional de ajedrez argentino nacido en España. Es séptuple campeón de ajedrez argentino, superando la marca de Roberto Grau, igualando la de Raúl Sanguineti (7) y a un título de Miguel Najdorf (8).
Posee el título de Gran Maestro, desde 2008. Su puntuación ELO Fide más alta fue en noviembre de 2018, con 2634 puntos.
Ganó el Campeonato Argentino de Ajedrez en los años: 2005, 2009, 2012, 2013, 2016, 2018 y 2019. A los 36 años, Diego Flores obtiene su 7° campeonato argentino, y quedó a uno de igualar el récord del maestro nacido en Polonia, Miguel Najdorf.
Asimismo, disputó las Olimpíadas de Ajedrez de 2006 y 2010, representando a su país. En este último año, también venció en el Segundo Magistral Marcel Duchamp, realizado en la Ciudad de Buenos Aires. Obtuvo dos veces el Premio Konex - Diploma al Mérito como uno de los 5 mejores ajedrecistas de la década en Argentina en 2010 y 2020. En abril de 2018 Flores ganó el fortísimo Abierto de Dubái venciendo en la última ronda al indio GM Surya Shekhar Ganguly
Es columnista de ajedrez en el diario Democracia, de Argentina.
En el mes de mayo del 2021, en plena pandemia, es convocado a participar del Torneo Solidario “Todos por Isabella”, organizado por la Institución Catamarca Ajedrez, de la Ciudad de S.F.V. de Catamarca, al que aceptó de manera inmediata, transformándose en el estandarte de una causa que llevaba como fin ayudar a recaudar fondos para colaborar en  la recuperación de la salud de la niña de 2 años, Isabella Ocampo Cativa, hija de Darío Ocampo, ajedrecista y campeón catamarqueño. Ëste evento tuvo una gran repercusión en las redes sociales, siendo considerado el Torneo Solidario más convocante de la disciplina a nivel internacional.
Hace poco más de veinte años que Diego Flores apostó al ajedrez; conocer y dominar sus secretos. Relegó vida, familia y dinero; antepuso la emoción al pensamiento. Hace casi una década que integra la nómina entre los tres mejores del ranking local. En la última semana de septiembre dio otra muestra de su capacidad y talento; se adjudicó invicto, con 9 puntos sobre once posibles, la serie final del 94° Campeonato Argentino Superior, la principal prueba del calendario doméstico, que se jugó en el Museo de Arte en Tigre, y sumó su séptima corona. Siete títulos en catorce años. Así quedó a un paso de igualar el récord (vigente desde 1975) de Don Miguel Najdorf, el más ganador en el historial vernáculo, vencedor con ocho títulos. 

## Palmarés
-      Campeón Argentino Sub 12, Sub 14, Sub 16, Sub 18 y Sub 20.
-      Subcampeón Mundial Sub 16 (Oropesa del Mar, España, 1998).
-      Campeón Liga Nacional de Ajedrez con el equipo de Villa Martelli (2006, 2008, 2011, 2012 y 2014) y con Obras (2019).
-      Campeón Abierto Internacional de Mar del Plata en 3 ocasiones (2006, 2010 y 2019).
-      Campeón Abierto Internacional Pro Am en 5 ocasiones (Villa Martelli, Argentina. 2004, 2008, 2010, 2017 y 2019).
-      Campeón Abierto Internacional Ciudad de Río Grande en 3 ocasiones (Río Grande, Argentina, 2011, 2012 y 2013). 
-      Campeón Zonal Sudamericano en 2 ocasiones (Santiago, Chile, 2005 / San Luis, Argentina, 2007).
-      Primer puesto compartido Campeonato Continental Americano en 2 ocasiones (Mar del Plata, Argentina, 2012 / Medellín, Colombia, 2017).
-      Subcampeón Continental Americano (Montevideo, Uruguay, 2018).
-      Tercer puesto Campeonato Continental Americano en 2 ocasiones (San Pablo, Brasil, 2009 / Cochabamba, Bolivia, 2013).
-      Campeón Continental de Rápidas (Buenos Aires, Argentina, 2016).
-      Campeón Abierto Internacional de Albacete (Albacete, España, 2006).
-      Campeón Abierto Internacional de Arica (Arica, Chile, 2015).
-      Campeón Open de Dubái (Dubái, Emiratos Árabes, 2018).

## Otras Participaciones
- Copa del Mundo en 6 ocasiones (Khanty-Mansiysk, Rusia, 2005, 2007, 2009 y 2019 / Tromso, Noruega, 2013 / Tbilisi, Georgia, 2017).
- Integrante del Equipo Olímpico Argentino en las últimas 7 Olimpiadas (Turín, Italia, 2006 / Dresden, Alemania, 2008 / Khanty-Mansiysk, Rusia, 2010 / Estambul, Turquía, 2012 / Tromso, Noruega, 2014 / Bakú, Azerbaiyán, 2016 / Batumi, Georgia, 2018).
-  Premio Olimpia de Plata (Argentina) en Ajedrez en 5 ocasiones: 2007, 2009, 2013, 2017 y 2019.